# Paul Bassenge (Juwelier)

Paul Bassenge und Charles Auguste Boehmer

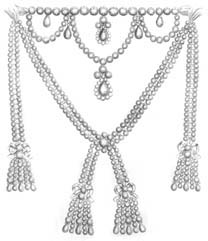
Das Halsband, Auslöser der Affäre von 1785/86

Paul Bassenge (* 8. April 1742 in Prenzlau; † 28. Dezember 1812 in Paris) war Hofjuwelier in Paris und wurde durch die Halsbandaffäre bekannt.

## Leben
Paul Bassenge wurde 1742 als Sohn des Dresdner Ölmüllers Paul Bassenge (1715–1779), der aus einer Hugenottenfamilie stammte, und von Jeanne (Johanna) geb. Bocard (1719–1787) geboren. Er betrieb zusammen mit dem Agenten des sächsischen Kurfürsten in Paris, Carl August Böhmer, eine Luxusboutique an der Place Vendôme. Charles Böhmer und Paul Bassenge hatten einige Jahre lang Diamanten von außergewöhnlicher Größe und Reinheit für ein Collier im Wert von 1,8 Millionen Livres gesammelt, das sie zuerst an Madame du Barry, die Mätresse von Ludwig XV., zu verkaufen hofften. Nach dem Tod des Königs wurde das ungewöhnliche Schmuckstück in ganz Europa bekannt, doch überall schreckte man vor dem Preis zurück. 1778 schlug Ludwig XVI. der Königin vor, ihr das Collier zu schenken, doch sie lehnte des hohen Preises wegen ab.
Nach Böhmers Tod (1794) heiratete Bassenge dessen Witwe Catherine Renaud.
Während der Französischen Revolution zog Bassenge aus Paris nach Dresden, schilderte von dort aus noch 1801 seine bittere Not in erfolglosen an den Kardinal de Rohan nach Ettenheim gerichteten Briefen.

## Familie
Paul Bassenge, der Vater des Juweliers, war der Sohn (eines von elf Kindern) des Paul Bassenge (1673–1737) und der Marie Bassenge (1677–1743). Dessen Vater, der Einwanderer Jacques Bassenge (1646–1713), Urgroßvater des Pariser Juweliers, erwarb 1700 in Prenzlau (Klosterstraße) eine Ölmühle. Er gelangte zu erheblichem Reichtum.
Die Schwester des Juweliers, Aimée Eleonore Cauer geb. Bassenge (1760–1824), war die Mutter des Bildhauers Emil Cauer des Älteren.